# Araneus taigunensis
Araneus taigunensis là một loài nhện trong họ Araneidae.
Loài này thuộc chi Araneus. Araneus taigunensis được miêu tả năm 1988 bởi Zhu, Tu & Hu.